# Takayuki Kohiruimaki
Takayuki Kohiruimaki (jap. 小比類巻貴之 Kohiruimaki Takayuki; ur. 11 listopada 1977 w Misawie) – japoński karateka i kick-boxer, zawodnik K-1 występujący w kategorii średniej (K-1 MAX).

## Kariera sportowa
Karierę w sportach walki rozpoczął od kyokushin. Jest związany z organizacją Shinkyokushinkai (IKO2). W profesjonalnym kick-boxingu zadebiutował w 1997 roku, walcząc dla organizacji All Japan Kickboxing Federation (AJKF). 1 listopada 2000 roku zdobył mistrzostwo świata ISKA (oriental rules) w wadze półśredniej, pokonując przez nokaut w 3. rundzie Brytyjczyka Neila Woodsa. Od 1999 roku walczy dla organizacji K-1.

### K-1 MAX
W cyklu K-1 World MAX startuje od pierwszej edycji w 2002 roku. Dwukrotnie był półfinalistą K-1 MAX. W 2002 odpadł w walce z Kaolanem Kaovchitem, a w 2004 uległ późniejszemu mistrzowi Bukawowi. Trzykrotnie zwyciężył w japońskich eliminacjach K-1 World MAX (2004, 2005 i 2009).

## Osiągnięcia
- 2009: K-1 WORLD MAX Japan Tournament – 1. miejsce
- 2005: K-1 WORLD MAX Japan Tournament – 1. miejsce
- 2004: K-1 WORLD MAX Japan Tournament – 1. miejsce
- 2000: Mistrzostwo Świata ISKA (oriental rules) w wadze półśredniej